# Cornelio
Cornelio  è un nome proprio di persona italiano maschile.

## Varianti
- Ipocoristici: Lelio
- Femminili: Cornelia[1]

### Varianti in altre lingue
- Basco: Kornelio
- Bulgaro: Корнелий (Kornelij)
- Ceco: Kornel[1]
- Francese: Corneille[1]
- Greco biblico: Κορνήλιος (Kornelios)[2]
- Inglese: Cornelius[1]
- Islandese: Kornelíus
- Latino: Cornelius[1]
- Lettone: Kornēlijs
- Lituano: Kornelijus
- Olandese: Cornelis[1], Cornelius[1], Kerneels[1]
  - Ipocoristici: Kees[1], Cees[1], Corné[1], Niels[1]
- Polacco: Kornel[1]
- Portoghese: Cornélio[1]
- Rumeno: Corneliu[1], Cornel[1]
- Russo: Корнелий (Kornelij)
- Slovacco: Kornel[1]
- Spagnolo: Cornelio[1]
- Tedesco: Cornelius[1]
- Ungherese: Kornél[1]

## Origine e diffusione

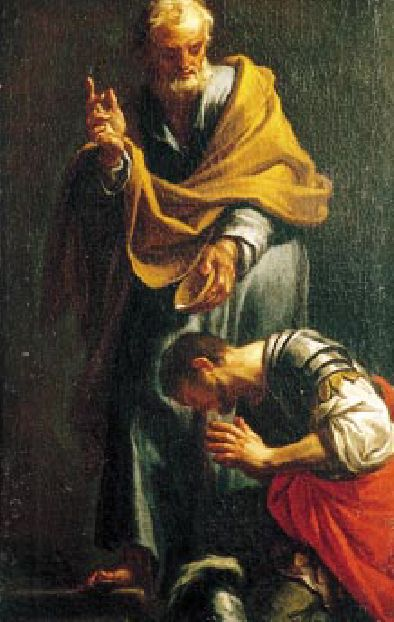
Pietro battezza il centurione Cornelio, di Francesco Trevisani

Continua il nomen romano Cornelius, proprio della gens Cornelia, forse derivato dal termine cornu, "corno"; alcune interpretazioni lo considerano poi un composto di cornu con il termine greco ηλιος (helios), "sole", attribuendogli il significato di "corno del sole" e, per estensione, "regale", "potente". Sono poi presenti altre ipotesi minoritarie, come quelle che propongono come significato "nativo di Cornè".
Il nome è portato, nel Nuovo Testamento, dal centurione Cornelio, considerato il primo convertito fra i gentili. In inglese raggiunse l'uso comune nel XVI secolo, forse grazie ad influenze olandesi. Va notato che l'ipocoristico olandese Niels coincide anche con la forma danese di Nicola.

## Onomastico
L'onomastico si può festeggiare in memoria di più santi, fra cui, alle date seguenti:
- 6 maggio, san Cornelio di Imola, vescovo
- 16 settembre, san Cornelio papa[1][4]
- 20 ottobre, san Cornelio, centurione romano[1][6]
- 31 dicembre, san Cornelio, martire con altri compagni a Catania[4]

## Persone
- Cornelio, papa e santo

Cornelio Donati

- Cornelio Bentivoglio, arcivescovo cattolico, cardinale e letterato italiano
- Cornelio Caprara, cardinale italiano
- Cornelio Desimoni, storico e numismatico italiano
- Cornelio di Imola, vescovo e santo italiano
- Cornelio Donati, allenatore di calcio e calciatore italiano
- Cornelio Fabro, presbitero, teologo e filosofo italiano
- Cornelio Fagita, militare romano
- Cornelio Fusco, politico e generale romano
- Cornelio Geranzani, pittore italiano
- Cornelio Lacone, prefetto del pretorio romano
- Cornelio Nepote, storico romano
- Cornelio Salonino, imperatore romano
- Cornelio Severo, poeta romano
- Cornelio Valeriano, imperatore romano

### Variante Corneliu

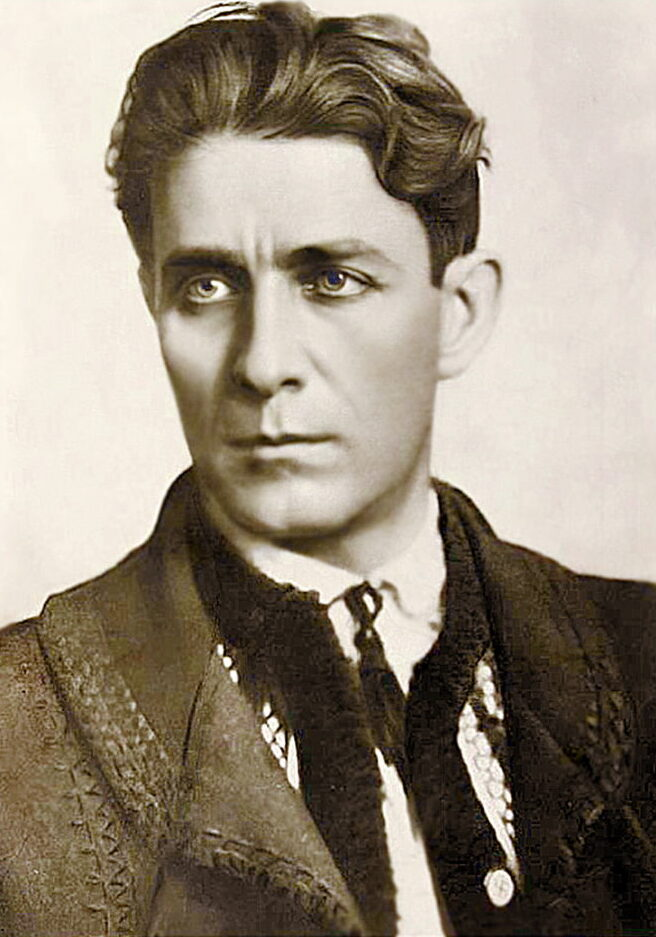
Corneliu Zelea Codreanu

- Corneliu Baba, pittore e illustratore rumeno
- Corneliu Călugăreanu, cestista rumeno
- Corneliu Papură, calciatore e allenatore di calcio rumeno
- Corneliu Porumboiu, regista e sceneggiatore rumeno
- Corneliu Robe, calciatore rumeno
- Corneliu Vadim Tudor, politico rumeno
- Corneliu Zelea Codreanu, politico rumeno

### Variante Cornelius

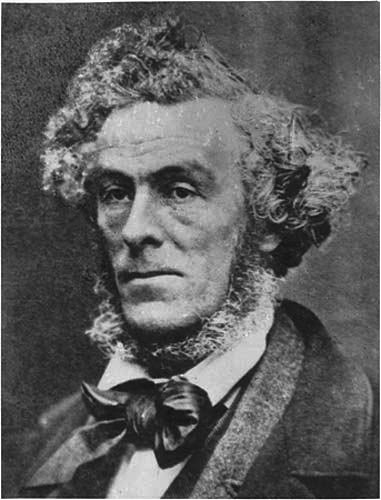
Cornelius Krieghoff

- Cornelius, musicista, compositore, disc jockey e produttore discografico giapponese
- Cornelius Canis, cantore e compositore fiammingo
- Cornelius Castoriadis, filosofo e psicanalista francese
- Cornelius Drebbel, inventore olandese
- Cornelius Horan, teologo irlandese
- Cornelius Otto Jansen, vero nome di Giansenio, teologo e vescovo cattolico olandese
- Cornelius Krieghoff, pittore olandese naturalizzato canadese
- Cornelius Ryan, giornalista, scrittore e storico irlandese naturalizzato statunitense
- Cornelius Vanderbilt, imprenditore statunitense
- Cornelius van Steenoven, vescovo vetero-cattolico olandese
- Cornelius van Zyl, rugbista a 15 sudafricano

### Variante Cornelis

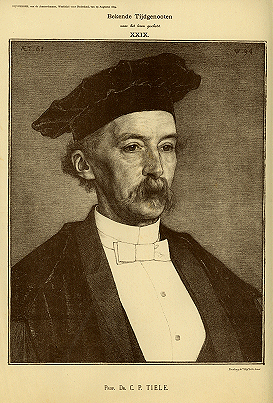
Cornelis Petrus Tiele

- Cornelis Bega, pittore e incisore olandese
- Cornelis de Bie, poeta, retore, giurista e politico belga
- Cornelis de Bruijn, pittore, scrittore e viaggiatore olandese
- Cornelis de Graeff, politico olandese
- Cornelis de Houtman, esploratore e navigatore olandese
- Cornelis de Wael, pittore fiammingo
- Cornelis Huysmans, pittore tedesco
- Cornelis Saftleven, pittore, incisore e disegnatore olandese
- Cornelis Schut I, pittore, disegnatore e incisore fiammingo
- Cornelis van Eesteren, architetto e urbanista olandese
- Cornelis van Poelenburch, pittore olandese

### Variante Cornel
- Cornel Buta, calciatore rumeno

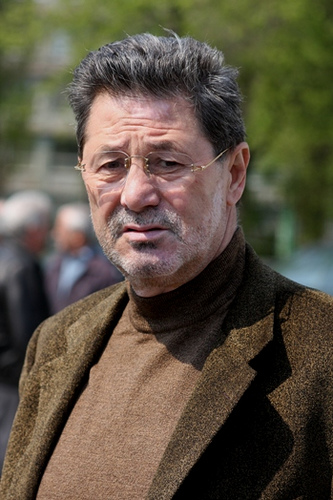
Cornel Dinu

- Cornel Dinu, allenatore di calcio, calciatore e dirigente sportivo rumeno
- Cornel Marin, schermidore rumeno
- Cornel Râpă, calciatore rumeno
- Cornel Wilde, attore, produttore cinematografico e regista ungherese naturalizzato statunitense
- Cornel Züger, sciatore alpino svizzero

### Variante Corneille

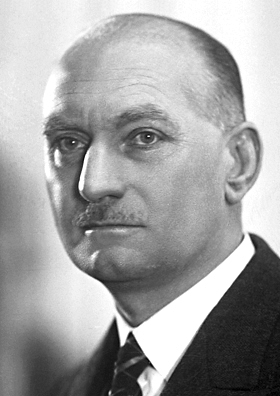
Corneille Jean François Heymans

- Corneille Daems, ciclista su strada belga
- Corneille de Lyon, pittore olandese
- Corneille Jean François Heymans, medico e farmacologo belga
- Corneille Antoine Jean Abraham Oudemans, medico e naturalista olandese

### Variante Kees
- Kees Aarts, calciatore olandese
- Kees Akerboom, cestista olandese

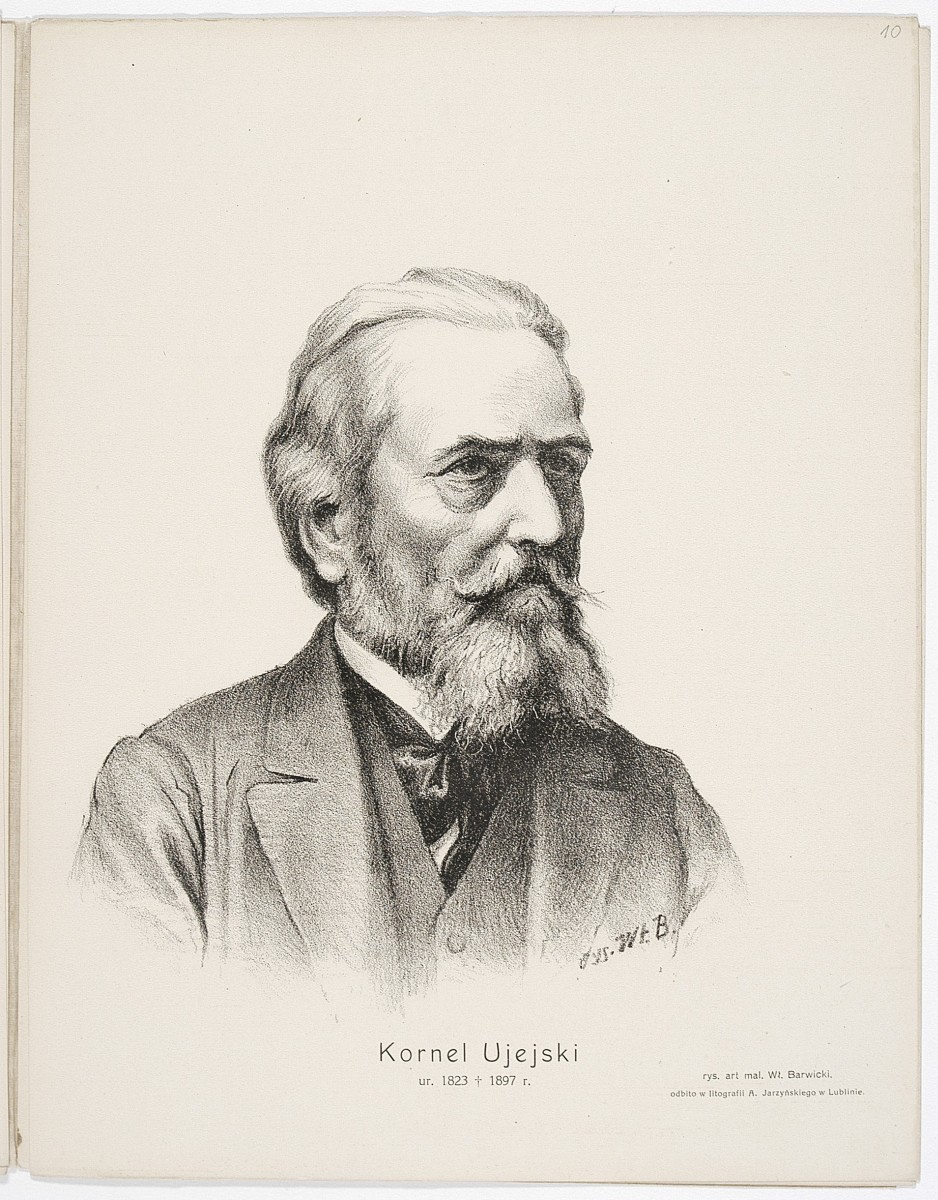
Kornel Ujejski

- Kees Boeke, compositore e flautista olandese
- Kees Kist, calciatore olandese
- Kees Kuijs, calciatore olandese
- Kees Kwakman, calciatore olandese
- Kees Luijckx, calciatore olandese
- Kees Mijnders, calciatore olandese
- Kees Okx, pittore olandese
- Kees Rijvers, calciatore e allenatore di calcio olandese
- Kees Van Dongen, pittore olandese
- Kees van Ierssel, calciatore olandese
- Kees van Wonderen, calciatore olandese
- Kees Vlak, musicista e compositore olandese

### Altre varianti
- Kornél Ábrányi, compositore, musicologo e pianista ungherese
- Kornél Dávid, cestista ungherese
- Corné du Plessis, atleta sudafricano
- Corné Krige, rugbista a 15 zambiano
- Kornél Kulcsár, calciatore ungherese
- Cees Lute, ciclista su strada olandese
- Cees Nooteboom, scrittore olandese
- Kornel Saláta, calciatore slovacco
- Kornel Ujejski, scrittore e patriota polacco
- Cees van Dongen, pilota motociclistico olandese

## Il nome nelle arti
- Cornelio Bizzarro è un personaggio della serie a fumetti Cornelio - Delitti d'autore.
- Cornelius Caramell è un personaggio della serie di romanzi e film Harry Potter, creata da J. K. Rowling.
- Cornelius Coot è un personaggio dell'universo Disney.